# Nervsystemet

Schematisk bild av nervsystemet på en människa.

Nervsystemet är ett biologiskt signalsystem som koordinerar funktionerna i en djurkropp med hjälp av elektrokemiska impulser. 
Läran om nervsystemet kallas neurobiologi eller neurofysiologi. Den kliniska medicinska specialitet som behandlar det mänskliga nervsystemets sjukdomar kallas neurologi. Interaktionen mellan nervsystemet och kroppens hormoner studeras inom neuroendokrinologin.

## Nervsystemets  uppbyggnad
Man skiljer på det perifera nervsystemet (PNS) och centrala nervsystemet (CNS). Till CNS hör hjärnan och ryggmärgen samt näthinnan. Övriga delar av nervsystemet utgör PNS.  
En annan traditionell indelningsgrund är i somatiska (viljestyrda) respektive autonoma (icke viljestyrda) nervfunktioner. De motoriska nerverna till skelettmusklerna är viljestyrda, medan de till inälvsmusklerna brukar betraktas som icke viljestyrda. Det autonoma (icke viljestyrda) nervsystemet kan i sin tur delas in i det sympatiska och parasympatiska nervsystemet, ibland också i en tredje grupp, det enteriska nervsystemet (ENS). Ibland räknas ENS snarare som en separat tredje del jämte PNS och CNS.

### Celler
Nervsystemet består av nervvävnad vars celler delas upp i två huvudtyper. Dels Nervceller, även kallade neuroner, och dels stödjeceller, benämnda gliaceller eller neuroglia. Nervceller är särskilt anpassade för att underlätta elektrisk signalering, ibland över längre avstånd, inom kroppen. Nervceller har i regel enskilda eller vitt förgrenade utskott i form av dendriter, vars uppgift är att ta emot inkommande elektriska signaler. Många nervceller karakteriseras också av utskott kallade axon, vars uppgift är att fortleda utgående signaler, ibland över långa avstånd. Synapser kallas de övergångar mellan nervceller, vanligen mellan axon och dendriter, där den ena cellens signaler tas emot av en annan cell.
Från neuronerna sänds elektriska eller kemiska signaler ut, det vill säga nervimpulser. En bunt axoner är det som utgör en nerv i PNS, medan motsvarande i CNS kallas nervbana. Anhopningar av nervcellskroppar kallas ganglier i PNS och nervkärnor i CNS.
Gliaceller (grekiska: γλία, ungefär "lim") skiljer sig från nervceller i form och funktion. Deras namn kommer sig av en missuppfattning om deras funktion i samband med att de upptäcktes på 1800-talet. Gliacellerna deltar inte direkt i fortledningen av elektriska signaler genom nervsystemet, varken inom den egna cellen eller i synapser. Däremot verkar de indirekt genom att upprätthålla den extracellulära miljön, med avseende på nivåerna av olika joner och andra neurotransmittorer som behövs för fortledningen av nervimpulser. I den mänskliga hjärnan finns omkring tre gånger så många gliaceller som nervceller.
I CNS delas gliacellerna i sin tur upp i tre skilda versioner:  astrocyter, oligodendrocyter och microglia. Astrocyter har fått sitt namn av sina mångförgrenade cellutskott som kan ge cellen ett stjärn-likt utseende och vars funktion huvudsakligen är att upprätthålla den extracellulära miljön. Det finns också övertygande tecken på deras kapacitet att verka som nervsystemets stamceller. Oligodendrocyter producerar det myelin som omger vissa nervcellers axon och snabbar på fortledningen av elektriska impulser längs det axonala utskottet. Microglia liknar till sin funktion makrofager, eftersom celltypen fagocyterar restprodukter från normal metabolism och efter cellskada, samt kan producera flera olika cytokiner. Vid hjärnskada, oavsett orsak, ökar mängden microglia i vävnaden markant.
I PNS förekommer celltypen schwanncell, vars funktion precis som oligodendrocyten är att producera myelin för att snabba på fortledningen av impulser längs axon.

## Nervsystemets funktion
Med nervsystemet känner djuren av yttre retningar så att de kan reagera på dem. Detta kallas för nervsystemets sensoriska funktion. Med nervsystemet styr organismerna musklernas kontraktion och körtlars sekretion, vilket kallas för dess motoriska funktion. Eftersom sensoriska nerver i perifera nervsystemet leder signaler in mot centrala nervsystemet, kallas de sensoriska nerverna också för afferenta nerver. De motoriska, utåtledande, nerverna kallas på motsvarande vis efferenta. 
Hos leddjur som insekter, spindeldjur och kräftdjur består nervsystemet av många ganglier som hålls samman med två nervtrådar. Dessa nervsystem ser ut som en repstege. Primitiva djur har särskilda nervceller som är ansvarig för särskilda funktioner. I komplexa nervsystem utför några miljoner neuroner tillsammans en speciell uppgift. 
Nässeldjur har ett enkelt uppbyggt nervsystem i form av ett nervnät, utan hjärna. Detta kan känna beröring, smärta och förekomsten av vissa kemikalier i vattnet, men kan inte avgöra varifrån en retning kommer.